# Tux

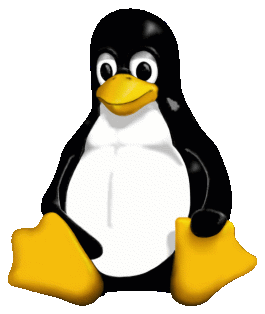
Tux, a Pingvin. Larry Ewing eredeti rajza

Tux (vagy Tux, a pingvin) a Linux kernel kabalafigurája és hivatalos logója.

## Történet
A Linux kernel levelezőlistáján 1996 elején kezdtek azon gondolkodni, hogy mi legyen a Linux logója. Több javaslat is született, míg végül Linus Torvalds megemlítette, hogy ő személy szerint különösen kedveli a pingvineket. Ez gyorsan el is döntötte, hogy merre keresgéljenek tovább. Valaki felvetette, hogy esetleg lehetne egy földgolyót felemelő pingvin - Linusnak ez az ötlet azonban nem tetszett igazán, és ekkor született meg a legendássá vált "Pingvin levél".
Később Linus talált egy képet egy FTP-szerveren, ami viszonylag közel állt ahhoz, amit eredetileg elképzelt. Ez alapján már nem kellett sokat várni arra, hogy megláthassuk Tuxot. A grafika Larry Ewing alkotása, aki a munkához a Gimp első nyilvános, 0.54-es kiadását használta. A kép egy 486DX2/50-es gépen készült. Az utolsó simításokat azonban a munkahelyi gépén végezte el (egy SGI Crimson segítségével, amin szintén Gimpet használt), mert az otthoni gépe csak 8 bites, azaz 256 színű üzemmódot tudott.
Tux keresztapja pedig Henning Schmiedehausen volt, aki a nevet a Torvalds és a Unix szavak összekapcsolásával alkotta meg.
Tux pedig jött, látott és győzött - azonban csak később lett hivatalosan a Linux logója. Amikor ugyanis a 2.0-s Linux kernel megjelenése kapcsán meghirdettek egy logópályázatot, a győztes pályamű egy egyszerű, szöveges alkotás lett - Matt Ericson munkája -, ami leginkább a Debian logójára emlékeztet. Így ha teljesen pontosak akarunk lenni, akkor úgy kell fogalmazzunk, hogy Tux a Linux kabalafigurája, arca, és egyben logója.

## Külső megjelenés
Tuxról nem lehet tökéletesen eldönteni, hogy melyik is a tizenhét létező pingvinfajból, de nagyon hasonlít az Adelie vagy a Gentoo pingvinekre. Gyakran ábrázolják ruhában vagy az eredetitől eltérő formában. Például a Linux egyik biztonsági javítása, a PaX kiadásakor sisakban, fejszével és pajzzsal a kezében, valamint vörös szemmel ábrázolták.

Tux Revision History
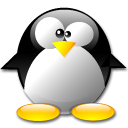
Tux Crystal első változat
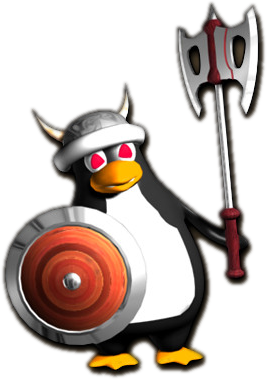
PaX Tux
Jó minőségű vektorizált Tux
Egyszerű vektorizált Tux
Crystallizált Tux

„Mindig is kedveltem a pingvineket. Amikor pár évvel ezelőtt Canberrában jártam, elmentem a helyi állatkertbe Andrew Tridgellel. Ott pedig megharapott egy vérengző pingvin, és megfertőzött egy nem túl ismert betegséggel, a pingvinitisszel. A pingvinitisz tünete, hogy éjszakákon át ébren maradsz, pingvinekre gondolsz, és erős szeretetet érzel irántuk. Szóval amikor egy kabalafigurát kerestünk a Linux számára, egy méltóságteljes pingvin volt, ami először eszembe jutott - a többi pedig már történelem.”

– Linus Torvalds

## Gown és Penny
Számos, Tux főszereplésével készült játékban jelenik meg Tux nőnemű barátja, Grow. Grow-t általában rózsaszínűen ábrázolják, kissé soványabb Tuxnál, valamint gyakran visel szoknyát és hajráfot. A SuperTux és SuperTuxCart játékban egy másik pingvinlány, Penny az egyik főszereplő, aki fehér alapon lila. Penny és Tux kapcsolata hasonló, mint Super Marióé Peach hercegnővel.

## Hatása
Számos Linux disztribúcióban Tux üdvözli a felhasználót a rendszer betöltődése alatt. Tux egy szereplője a User Friendly című online képregénynek, valamint létezik egy TUX nevű Linux-alapú webszerver is.

### Játékok
Tux hasonló szerepet tölt be a Linux-felhasználók körében, mint Super Mario a Nintendo közösségben. Számos nyílt forrású és/vagy ingyenes játék és program létezik a főszereplésével:
- Pingus: egy Lemmings klón.
- SuperTux: platformjáték, a Super Marióhoz hasonló.
- TuxKart és SuperTuxKart: versenyjáték, a Mario Kart mintájára.
- Tux Paint: rajzprogram gyerekeknek.
- Tux Racer: snowboard játék.
- Warmux: körökre osztott stratégiai játék, amelyet a Worms inspirált. Számos nyitott forrású vagy ingyenes szoftver logója megjelenik benne, beleértve Tuxot is.

### Egyéb megjelenések
- A DragonFable online RPG-ben szerepel egy Linus nevű pingvin.
- A Ctrl+Alt+Del online képregény egyik szereplője Ted, a pingvin, akinek a gazdája Scott Linux felhasználó.

## Külső hivatkozások
- A Linux Világa 8. rész Tux, a pingvin története, Toros írása
- Az eredeti "Pingvin Levél"
- Tux története Archiválva 2018. szeptember 12-i dátummal a Wayback Machine-ben
- Larry Ewing oldala